# Ryo Miyaichi
Ryo Miyaichi (宮市 亮 Miyaichi Ryō?), född 14 december 1992 i Okazaki, är en japansk fotbollsspelare som spelar för 2. Edessa Syrianska

## Uppväxt
Miyaichis pappa Tatsuya var basebollspelare som spelade och senare kom att träna Toyota Motors. Miyaichi började under lågstadiet sparka boll i Sylphid F.C. Han började snart studera vid Chukyodai Chukyo High School där han kom att delta i skolfotbollslaget.

## Klubbkarriär

### Arsenal
Under sommaren 2010 kom Miyaichi att provträna för den engelska klubben Arsenal där han gjorde bra ifrån sig. Miyaichi skrev proffskontrakt med Arsenal i januari 2011.

### Lån till Feyenoord
Miyaichi lånades ut direkt till den holländska klubben Feyenoord och kort därefter spelade han sin första ligamatch mot Vitesse.  Matchen slutade 1–1 och han spelade 90 minuter. 18-åringen har i nederländsk press nyligen kallats för "Ryodinho" (efter jämförelser med Ronaldinho) såväl som "Japans motsvarighet till Lionel Messi".

### Tillbaka i Arsenal

#### Säsongen 2011/2012
Den 13 juli 2011 gjorde Miyaichi sin debut för Arsenal under Asien-turnén i en träningsmatch mot Malaysia XI.  Han byttes ut den 66:e minuten och Arsenal vann matchen med 4–0.

## Matcher och mål

### Klubblag
| Klubb           | Säsong          | Liga    | Liga | Liga   | Cup     | Cup | Cup    | Totalt  | Totalt | Totalt |
| Klubb           | Säsong          | Matcher | Mål  | Assist | Matcher | Mål | Assist | Matcher | Mål    | Assist |
| --------------- | --------------- | ------- | ---- | ------ | ------- | --- | ------ | ------- | ------ | ------ |
| Feyenoord       | 2010–11         | 12      | 3    | 5      | -       | -   | -      | 12      | 3      | 5      |
| Matcher och mål | Matcher och mål | 12      | 3    | 5      | -       | -   | -      | 12      | 3      | 5      |

### Landslagsmål

#### U-17
| Nr | Datum           | Arena                                      | Motståndare | Mål | Resultat | Tävling                                               |
| -- | --------------- | ------------------------------------------ | ----------- | --- | -------- | ----------------------------------------------------- |
| 1. | 5 november 2007 | Lebak Bulus Stadium, Jakarta               | Vietnam     | 4–0 | 4–0      | 2008 AFC U-17 Championship-kval                       |
| 2. | 10 augusti 2008 | Toyota Stadium, Toyota                     | Rumänien    | 7–0 | 7–0      | 2008 Toyota International Youth Football Championship |
| 3. | 18 juli 2009    | Shibata City Ijimino Park Stadium, Niigata | Slovakien   | 2–0 | 3–0      | 2009 International Youth Tournament i Niigata         |
| 4. | 18 juli 2009    | Shibata City Ijimino Park Stadium, Niigata | Slovakien   | 3–0 | 3–0      | 2009 International Youth Tournament i Niigata         |

#### U-19
| Nr | Datum       | Arena                       | Motståndare | Mål | Resultat | Tävling                                       |
| -- | ----------- | --------------------------- | ----------- | --- | -------- | --------------------------------------------- |
| 1. | 22 maj 2010 | Sportpark de Koog, Uitgeest | USA         | 2–1 | 2–1      | 2010 International Cor Groenewegen Tournament |

### A-landslaget
| Lag   | Tävling                                | Kategori | Matcher | Matcher | Mål | Placering/Omgång |
| Lag   | Tävling                                | Kategori | Start   | Inhopp  | Mål | Placering/Omgång |
| ----- | -------------------------------------- | -------- | ------- | ------- | --- | ---------------- |
| Japan | 2008 AFC U-17 Championship-kval        | U-15     | 0       | 2       | 1   | Kvalificerat     |
| Japan | U-17-världsmästerskapet i fotboll 2009 | U-17     | 0       | 2       | 0   | Gruppspel        |